# Dirty Pictures
Dirty Pictures ist ein für das Fernsehen produzierter Spielfilm des amerikanischen Regisseurs Frank Pierson aus dem Jahr 2000. Das Filmdrama beruht auf dem juristischen Verfahren um die Mapplethorpe-Ausstellung The Perfect Moment in Cincinnati.

## Handlung
Der Museums-Kurator Dennis Barrie (James Woods) gerät aufgrund seiner Entscheidung, eine umstrittene Fotoausstellung durchzuführen, in das Fadenkreuz des Sheriffs Simon Leis (Craig T. Nelson), der alles daransetzt, Berrie im Laufe eines Gerichtsprozesses verurteilen zu lassen. Als sich die öffentliche Kontroverse um Freiheit und moralische Grenzen der Kunst zunehmend zuspitzt, gerät Barries Ehe in Gefahr und seine Tochter wird körperlich angegriffen. Das zuständige Gericht kommt schließlich zu dem Ergebnis, dass die Ausstellung rechtens war.

## Kritiken
- Kino.de urteilte: „Frank Person inszenierte dramaturgisch allzu hölzern dies gut gemeinte Dokudrama. James Woods überzeugt als zäher Galerist, in Einblendungen erläutert Salman Rushdie aus berufenem Munde die Nachteile einer Gesellschaft.“[1]

## Auszeichnungen
- 2000
  - Emmy Awards
    - Nominierungen in den Kategorien „Outstanding Cinematography for a Miniseries, Movie or a Special“ und „Outstanding Sound Mixing for a Miniseries or a Movie“
- 2001
  - Golden Globes
    - Sieger „Best Mini-Series or Motion Picture Made for TV“
    - Nominierung „Best Performance by an Actor in a Mini-Series or Motion Picture Made for TV“ (James Woods)

  - American Cinema Editors
    - Sieger „Best Edited Motion Picture for Non-Commercial Television“

  - Monte-Carlo TV Festival
    - Sieger „Television Films – Best Film“

  - Golden Satellite Award
    - Sieger „Best Performance by an Actor in a Miniseries or a Motion Picture Made for Television“ (James Woods)
    - Nominierung „Best Motion Picture Made for Television“

  - Screen Actors Guild Awards
    - Nominierung „Outstanding Performance by a Male Actor in a Television Movie or Miniseries“ (James Woods)